# Lasioderma falli
Lasioderma falli är en skalbaggsart som beskrevs av Maurice Pic 1905. Lasioderma falli ingår i släktet Lasioderma och familjen trägnagare. Inga underarter finns listade i Catalogue of Life.